# Куриг, Хайнц
Хайнц Ку́риг (нем. Heinz Kuhrig; 4 марта 1929, Штрела — 13 сентября 2001, Берлин) — министр сельского и лесного хозяйства и продовольствия ГДР.

## Биография
Хайнц Куриг происходил из рабочей семьи. Окончив народную школу, обучался на электрика в 1943—1945 годах и в 1945—1946 годах работал слесарем сельскохозяйственной техники. С 1946 года обучался на рабочем факультете в Дрездене и в 1947—1952 годах изучал сельское хозяйство в Лейпцигском университете.
В 1946 году Куриг вступил в СЕПГ. В 1952—1961 годах являлся сотрудником отдела сельского хозяйства ЦК СЕПГ, в 1961—1963 годах занимал должность директора института сельскохозяйственной техники в Германской академии сельскохозяйственных наук в Потсдаме. В 1963—1967 годах Куриг являлся первым заместителем министра сельского хозяйства и входил в состав Сельскохозяйственного совета ГДР. В 1964—1968 годах Куриг являлся членом Совета министров ГДР. Окончив Высшую партийную школу при ЦК КПСС в Москве, в 1968 году был назначен статс-секретарём, а в сентябре 1973 года после смерти Георга Эвальда — министром сельского и лесного хозяйства и продовольствия ГДР. Куриг занимал эту должность до ноября 1982 года. С 1974 года Куриг возглавлял делегацию ГДР в Постоянной комиссии СЭВ по сельскому хозяйству. В 1971—1976 годах Куриг входил в состав Центральной ревизионной комиссии СЕПГ, в 1976—1989 годах являлся членом ЦК СЕПГ и депутатом Народной палаты ГДР.
С декабря 1982 года Куриг являлся генеральным секретарём Центрального правления Общества германо-советской дружбы, с мая 1983 по 1990 год занимал должность вице-президента Общества. Покончил жизнь самоубийством.